# Imperium Bohemorum
Imperium Bohemorum s podtitulem: Fantastické dějiny zemí Koruny české, je sbírka povídek českých autorů sci-fi a fantasy literatury na téma alternativních dějin českých zemí. Sbírku sestavil Ondřej Müller.
Sbírka obsahuje povídky:
- O snovačce a přemyslovi, autorka Vilma Kadlečková, ilustrace Renata Fučíková
- Rudolfínské mystérium, autor Ondřej Neff, ilustrace Zdeněk Mézl
- Terra Australis, autor Josef Pecinovský, ilustrace Petr Urban
- Útok na oceán, autor František Novotný, ilustrace Milan Fibiger
- Válka s goky, autor Jiří Walker Procházka, ilustrace Josef Gertli Danglár
- Cesta hrdiny, autor Jan Poláček, ilustrace Tomáš Kropáček
- Přemci, autorka Ivona Březinová, ilustrace Martin Zhouf
- Země bez křídel, autorka Jana Rečková, ilustrace Jaroslav Sieratovski
- Krev anděla, autor Vladimír Šlechta, ilustrace Bohumil Fencl
- Abbadon-Pierot 47, kde domov můj, autor Jan Jam Oščádal, ilustrace Martin Zhouf

Autory doslovu jsou Vít Haškovec a Ondřej Müller.